# Acorizal
Acorizal is een gemeente in de Braziliaanse deelstaat Mato Grosso. De gemeente telt 5.659 inwoners (schatting 2009).